# 2002 في بلجيكا
فيما يلي قوائم الأحداث التي وقعت خلال عام 2002 في بلجيكا.

## رياضة
- 1 يناير – بطولة العالم لسباق الدراجات على الطريق 2002
- 1 يناير – طواف فلاندرز 2002
- 1 سبتمبر – جائزة بلجيكا الكبرى 2002 الفائز مايكل شوماخر.

## أفلام
من الأفلام التي صدرت هذه السنة في بلجيكا:
- 15 أبريل – الملك العقرب من إخراج تشاك راسيل.
- 9 سبتمبر – خرمة من إخراج الجيلاني السعدي.

## وفيات

### يناير
- 15 يناير – جان دوكس (مواليد 1941) لاعب كرة قدم بلجيكي.
- 28 يناير – غوسطاف دولور (مواليد 1913) دراج بلجيكي.

### مارس
- 23 مارس – مارسيل كينت (مواليد 1914) درّاج طريق بلجيكي.